# Josef Zimmering
Josef Zimmering (* 19. Mai 1911 in Pirna; † 1995 in Dresden) war ein deutscher Politiker, Diplomat und Übersetzer. Er war Legationsrat und Ständiger Vertreter der DDR bei der UN-Wirtschaftskommission für Europa (ECE) in Genf.

## Leben
Josef Zimmering wurde als einer von drei Söhnen des Uhrmachers Adolf Zimmering und seiner Frau Cejta, beide aus Horodenka (Galizien) stammend, geboren. Er war der jüngere Bruder von Fred (1907 – 1975) und Max Zimmering sowie Cousin von Hans und Max Dankner, Lea Grundig und Bruno Goldhammer.
Nachdem sein Vater im Ersten Weltkrieg zum Kriegsdienst eingezogen wurde und sein Geschäft aufgeben musste, zog seine Mutter mit den Kindern im Mai 1915 zu Verwandten nach Dresden. Wegen der schweren Erkrankung seiner Mutter wurden die Brüder von Verwandten großgezogen. Schon in jungen Jahren waren die drei Brüder zu Kommunisten geworden. Nachdem sein Bruder Fred und sein Cousin Hans Dankner bereits 1927 dem Kommunistischen Jugendverband Deutschlands (KJVD) beigetreten waren, trat er im Juli 1928 mit seinem Bruder Max dem KJVD bei. Bei einer Klebezettelaktion zu den bevorstehenden Landtagswahlen in Sachsen im Juli 1930 wurde er von der Polizei aufgegriffen und musste wenige Monate vor dem Abitur das Gymnasium verlassen. Auf Grund eines gemeinsamen Antrages der KPD- und der SPD-Landtagsfraktion konnte er als Externer das Abitur an einem anderen Dresdner Gymnasium ablegen.
Nach der Machtergreifung der Nationalsozialisten musste er emigrieren. Auf Empfehlung des damaligen KPD-Politleiters des Stadtteils Dresden-Johannstadt, Arno Schönherr, reisten sein Bruder Max und er im Mai 1933 mit dem Zug nach Frankreich. Am 19. Mai 1933 – an seinem 22. Geburtstag – trafen sie in Paris ein. Zwei Monate später folgte dann auch ihr Bruder Fred. Josef Zimmering war anschließend in der Emigration in der Tschechoslowakei und ab 1939 in England. In beiden Ländern war er in der FDJ tätig. Erst nach 13 Jahren konnte er 1946 von England kommend in die Heimat zurückkehren.
In der Sowjetischen Besatzungszone wurde er Mitglied der SED. Von 1952 bis Dezember 1954 war er Stellvertreter des Vorsitzenden des Rates des Bezirkes Chemnitz bzw. Karl-Marx-Stadt und für Volksbildung und Kultur zuständig. Er trat dann in den diplomatischen Dienst der DDR und fungierte von Februar 1955 bis Oktober 1959 im Rang eines Legationsrates als Ständiger Vertreter der DDR bei der UN-Wirtschaftskommission für Europa (ECE) in Genf. Am 28. Oktober 1959 statteten Josef Zimmering und Walter Beling dem Schweizer Minister Robert Kohli einen Besuch ab. Dabei stellte Zimmering seinen Nachfolger vor. Die DDR-Vertreter schlugen u. a. die Errichtung von Konsulaten vor, worauf Kohli empfahl, zurzeit keine solche Vorschläge zu machen, da sie der Bundesrat ablehnen würde.
Zimmering arbeitete dann als Leiter der Abteilung Internationale Verbindungen im Generalsekretariat bzw. des Präsidiums des Deutschen Roten Kreuzes in der DDR (DRK). Am 28. Januar 1963 wurde ihm bei der Konstituierung des Albert-Schweitzer-Komitees beim Präsidium des DRK in der DDR das Amt des Sekretärs des Komitees übertragen. Später war er als Übersetzer tätig.
Er ist der Großvater der Schauspieler David Zimmering und Esther Zimmering.

## Auszeichnungen
- 1971 Vaterländischer Verdienstorden in Silber

## Film
- Swimmingpool am Golan